# Światowa Federacja Curlingu
Światowa Federacja Curlingu (ang. World Curling Federation, WCF) – mająca za zadanie dbanie o rozwój curlingu i curlingu na wózkach na świecie, organizowanie zawodów, formalizowanie przepisów oraz precyzowanie zasad. 
ICF została powołana do życia jako Międzynarodowa Federacja Curlingu (International Curling Federation, ICF) podczas Scotch Cup 1966 w Vancouver jako komitet Royal Caledonian Curling Club, pierwszego klubu curlingowego na świecie, obecnie pełniącego rolę szkockiej federacji. Nazwę zmieniono w 1991, kiedy prowadzono rozmowy z Międzynarodowym Komitetem Olimpijskim a skrót ten stosowała już Międzynarodowa Federacja Kajakowa.
Siedziba znajduje się w szkockim Perth. Federacja zrzesza 60 członków, w 2017 roku przyjęto czterech nowych członków: Afganistan, Arabię Saudyjską, Portugalię i Kirgistan. Władza sprawowana jest przez prezydenta oraz siedmioosobowy zarząd.

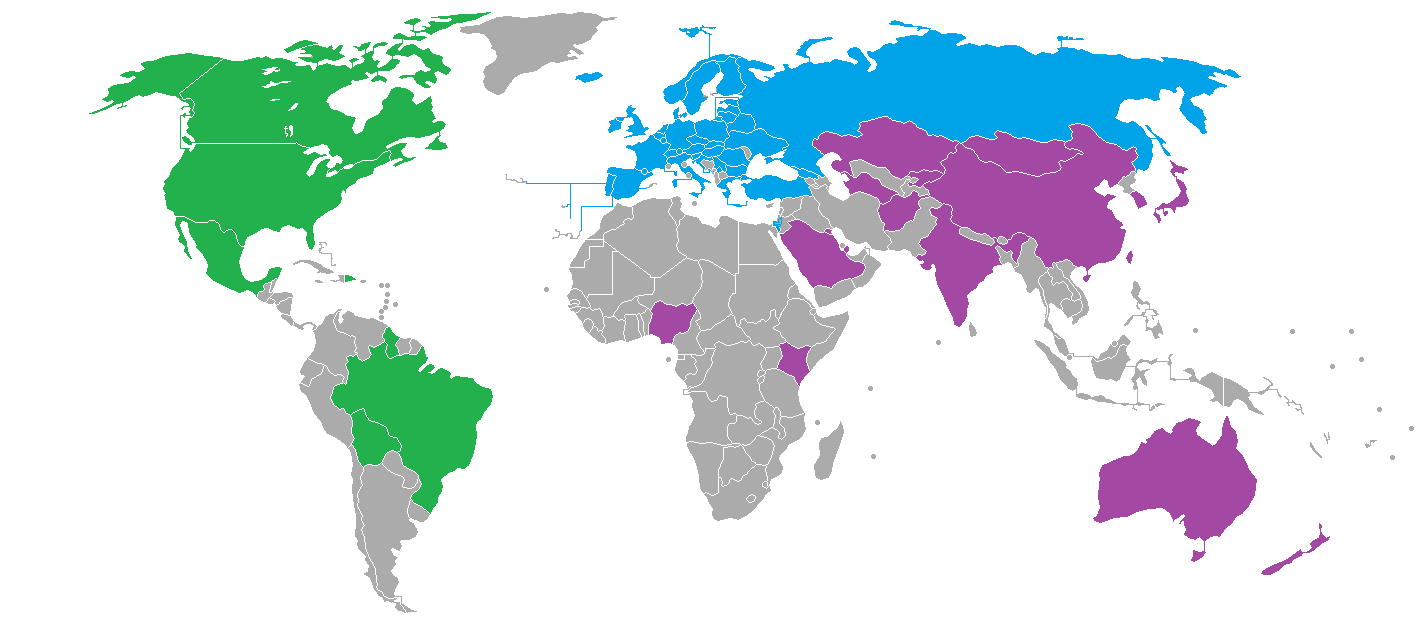
Państwa członkowskie WCF

## Władze WCF

### Prezydenci
- 1966–1969: Allan Cameron, Szkocja
- 1969–1979: Colin A. Campbell, Kanada
- 1979–1982: Sven A. Eklund, Szwecja
- 1982–1985: C. Clifton Thompson, Kanada
- 1985–1988: Philip Dawson, Szkocja
- 1988–1990: Donald F. Barcome, Stany Zjednoczone
- 1990–2000: Günther Hummelt, Austria
- 2000–2006: Roy Sinclair, Szkocja
- 2006–2010: Les Harrison, Kanada
- od 2010: Kate Caithness, Szkocja

### Zarząd
Przewodniczący zarządu: 
- Kate Caithness, Szkocja

Wiceprzewodniczący: 
- Bent Ånund Ramsfjell, Norwegia
- Graham Prouse, Kanada
- Hugh Millikin, Australia

Członkowie zarządu:
- Andy Anderson, USA
- Hew Chalmers, Dania
- Cathrine Lindahl, Szwecja
- Toyo Ogawa, Japonia

Sekretarz generalny:
- Colin Grahamslaw

## Członkowie
| Kraj                                 | Nazwa                                        | Rok założenia | Strefa         |
| ------------------------------------ | -------------------------------------------- | ------------- | -------------- |
| Afganistan                           | Afghanistan Curling Federation               | 2016          | Azja i Pacyfik |
| Andora                               | Associació de Curling Andorra                | 1991          | Europa         |
| Anglia                               | English Curling Association                  | 1971          | Europa         |
| Arabia Saudyjska                     |                                              |               |                |
| Australia                            | Australian Curling Federation                | 1986          | Azja i Pacyfik |
| Austria                              | Österreichischer Curling Verband             | 1982          | Europa         |
| Belgia                               | Belgium Curling Association                  | 2005          | Europa         |
| Białoruś                             | Belarusian Curling Association               | 1997          | Europa         |
| Brazylia                             | Confederacao Brasileira de Desportos no Gelo | 1998          | Ameryka        |
| Bułgaria                             | Българска Кърлинг Федерация                  | 2013          | Europa         |
| Chiny                                | Chinese Curling Association                  | 2002          | Azja i Pacyfik |
| Chińskie Tajpej                      | Chinese Taipei Curling Federation            | 1998          | Azja i Pacyfik |
| Chorwacja                            | Hrvatski curling savez                       | 2004          | Europa         |
| Czechy                               | Český svaz curlingu                          | 1990          | Europa         |
| Dania                                | Dansk Curling Forbund                        | 1971          | Europa         |
| Estonia                              | Eesti Curlingu Liit                          | 2003          | Europa         |
| Finlandia                            | Suomen Curlingliitto                         | 1979          | Europa         |
| Francja                              | Commission Nationale de Curling              | 1966          | Europa         |
| Grecja                               | ΕΛΛΗΝΙΚΗ ΟΜΟΣΠΟΝΔΙΑ ΚΕΡΛΙΝΓΚ                 | 2003          | Europa         |
| Gruzja                               | Georgian Curling Federation                  | 2013          | Europa         |
| Gujana                               | Guyana Curling Federation                    | 2016          | Ameryka        |
| Hiszpania                            | Federación Española de Deportes de Hielo     | 1999          | Europa         |
| Holandia                             | Nederlandse Curling Bond                     | 1975          | Europa         |
| Hongkong                             | Hong Kong Curling Association                | 2014          | Azja i Pacyfik |
| Irlandia                             | Irish Curling Association                    | 2003          | Europa         |
| Islandia                             | Íþrótta- og Ólympíusamband Íslands           | 1991          | Europa         |
| Izrael                               | Israel Curling Association                   | 2013          | Europa         |
| Japonia                              | 社団法人 日本カーリング協会                  | 1985          | Azja i Pacyfik |
| Kanada                               | Canadian Curling Association                 | 1966          | Ameryka        |
| Katar                                | Qatar Curling Federation                     | 2014          | Azja i Pacyfik |
| Kazachstan                           | Kazakhstan Curling Association               | 2003          | Azja i Pacyfik |
| Kirgistan                            | Федерация кёрлинга Кыргызской Республики     | 2007          | Azja i Pacyfik |
| Korea Południowa                     | 대한컬링연맹                                 | 1994          | Azja i Pacyfik |
| Kosowo                               | Kosovo Curling Federation                    | 2012          | Europa         |
| Liechtenstein                        | Liechtenstein Curling Association            | 1991          | Europa         |
| Litwa                                | Lietuvos Kerlingo Asociacija                 | 2003          | Europa         |
| Luksemburg                           | Union Luxembourgeoise de Curling             | 1976          | Europa         |
| Łotwa                                | Latvijas kērlinga asociācija                 | 2001          | Europa         |
| Meksyk                               | Federacion Mexicana de Curling               | 2016          | Ameryka        |
| Mongolia                             | Mongolia Curling Federation                  | 2011          | Azja i Pacyfik |
| Niemcy                               | Deutscher Curling-Verband e.V.               | 1967          | Europa         |
| Norwegia                             | Norges Curlingforbund                        | 1966          | Europa         |
| Nowa Zelandia                        | New Zealand Curling Association              | 1991          | Azja i Pacyfik |
| Polska                               | Polski Związek Curlingu                      | 2003          | Europa         |
| Portugalia                           |                                              |               | Europa         |
| Rosja                                | Федерация Кёрлинга России                    | 1992          | Europa         |
| Rumunia                              | Federatia Romana de Curling                  | 2010          | Europa         |
| Serbia                               | Nacionalni savez za karling Srbije           | 2005          | Europa         |
| Słowacja                             | Slovenský curlingový zväz                    | 2003          | Europa         |
| Słowenia                             | Curling zveza Slovenije                      | 2010          | Europa         |
| Stany Zjednoczone                    | United States Curling Association            | 1966          | Ameryka        |
| Szkocja                              | Royal Caledonian Curling Club                | 1966          | Europa         |
| Szwajcaria                           | Swiss Curling Association                    | 1966          | Europa         |
| Szwecja                              | Svenska Curlingförbundet                     | 1966          | Europa         |
| Turcja                               | Türkiye Buz Pateni Federasyonu               | 2009          | Europa         |
| Ukraina                              | всеукраїнська федерація керлінгу             | 2013          | Europa         |
| Walia                                | Welsh Curling Association                    | 1982          | Europa         |
| Węgry                                | Magyar Curling Szövetség                     | 1989          | Europa         |
| Włochy                               | Federazione Italiana Sport del Ghiaccio      | 1972          | Europa         |
| Wyspy Dziewicze Stanów Zjednoczonych | US Virgin Islands Curling Association        | 1991          | Ameryka        |

## Turnieje
Lista turniejów organizowanych i współorganizowanych przez Światową Federację Curlingu:
- Mistrzostwa świata kobiet
- Mistrzostwa świata mężczyzn
- Mistrzostwa świata juniorów
- Mistrzostwa świata seniorów
- Mistrzostwa świata par mieszanych
- Mistrzostwa świata w curlingu na wózkach
  - Kwalifikacje do mistrzostw świata w curlingu na wózkach
- Continental Cup

- Mistrzostwa Europy
- Europejski challenge juniorów
- Mistrzostwa Azji i strefy Pacyfiku
- Mistrzostwa Azji i strefy Pacyfiku juniorów
- Challenge Ameryk

- Zimowe igrzyska olimpijskie
- Zimowe igrzyska paraolimpijskie